# Georges Mathieu
Georges Mathieu (Boulogne-sur-Mer, 27 januari 1921 – Parijs, 10 juni 2012) was een Franse kunstschilder. Hij werd beschouwd als een van de belangrijkste vertegenwoordigers van het tachisme.

## Schilderstijl
Mathieu's schilderijen zijn meestal non-figuratief. Zijn composities werden gecreëerd met snelle penseelstreken. Zijn werk lijkt geïnspireerd door de methode van Japanse kalligrafie die kan worden gekarakteriseerd door meditatie, concentratie, improvisatie en snelheid.
Sinds het begin van zijn openbare carrière is zijn stijl nooit veranderd. Hij voerde in het jaren 1956 een actie uit waarbij hij in het Theâtre Sarah Bernhardt voor een publiek van tweeduizend toeschouwers binnen dertig minuten een vier bij twaalf meter groot doek vulde met kalligrafische tekens, waarbij hij achthonderd tubes verf verbruikte. Het ontstaansproces van zijn werk stond naast het beeldende resultaat op de voorgrond. Hiermee was hij een vertegenwoordiger van de action painting.
In 1959 nam  Mathieu met zijn werk deel aan de documenta II in Kassel.

## Levensloop
Hij begon met een studie filosofie en literatuur voordat hij zich op eenentwintigjarige leeftijd aan de schilderkunst wijdde. De eerste kunstwerken van Georges Mathieu tonen nog realistische landschappen en portretten, maar geleidelijk ontwikkelde hij een zeer persoonlijke, abstract expressionistische stijl. 
In 1947 organiseerde Georges Mathieu met de schilder Camille Bryen een tentoonstelling die tachistische werken liet zien. Mathieu duidde deze stijl als "psychische nonfiguratie" of "lyrische abstractie". De werken staan buiten de formalistische academische tradities. Tot 1951 organiseerde Mathieu verschillende groepstentoonstellingen en hij is een van de eersten in Europa die het belang van de Amerikaanse abstracte expressionisten zoals Jackson Pollock onderkende die met zijn spontane penseelvoering en drippings op vergelijkbare wijze werkte. Georges Mathieu wordt naast Jean Fautrier en Jean Dubuffet gezien als een van de belangrijkste vertegenwoordigers van de Franse informele schilderkunst. In de vroege jaren 1960 maakte hij ook sculpturale werken en produceerde ontwerpen voor meubels en wandtapijten.
Georges Mathieu maakte in 1963 met het artikel "Au delà du Tachisme" en andere geschriften naam als kunstbeschouwer.

## Werk
(beperkte keuze)
- 1942 Oxford Street by Night
- 1950 Hommage à la mort
- 1952 Hommage au Maréchal de Turenne
- 1954 La Bataille de Bouvines. Les Capétiens partout
- 1956 Quatre fresques en hommage au prophète Elie (Centre d'Etudes Carmelitaines, Paris). Couronnement de Charlemagne. La Bataille de Hastings.
- 1957 La Bataille des Esperous d'or
- 1958 La Bataille de Brunkeberg
- 1958 La Bataille de Tibériade
- 1959 Hommage au Connétable de Bourbon
- 1961 Saint Georges terrassant le Dragon
- 1963 La Victoire de Denain. Hommage à Jean Cocteau, fresko voor la Maison de la Radio (Parijs)
- 1965 Paris, Capitale des arts
- 1966 Tapisserie des Gobelins pour le Salon d'honneur du Pavillon français à l'Exposition universelle de Montréal
- 1967 Hommage à Condillac (Faculté des Sciences de Grenoble, Isère). Serie affiches voor Air France
- 1968 Hommage aux poètes disparus
- 1969 Les Capétiens partout
- 1970 Hommage a Guillaume Dufay
- 1971 L'Election de Charles Quint
- 1973 Décors pour l'opéra de Bartok, Barbe bleue (Deutsche Oper Berlin). Sculpture pour le collège de Bourgueil (Indre-et-Loire)

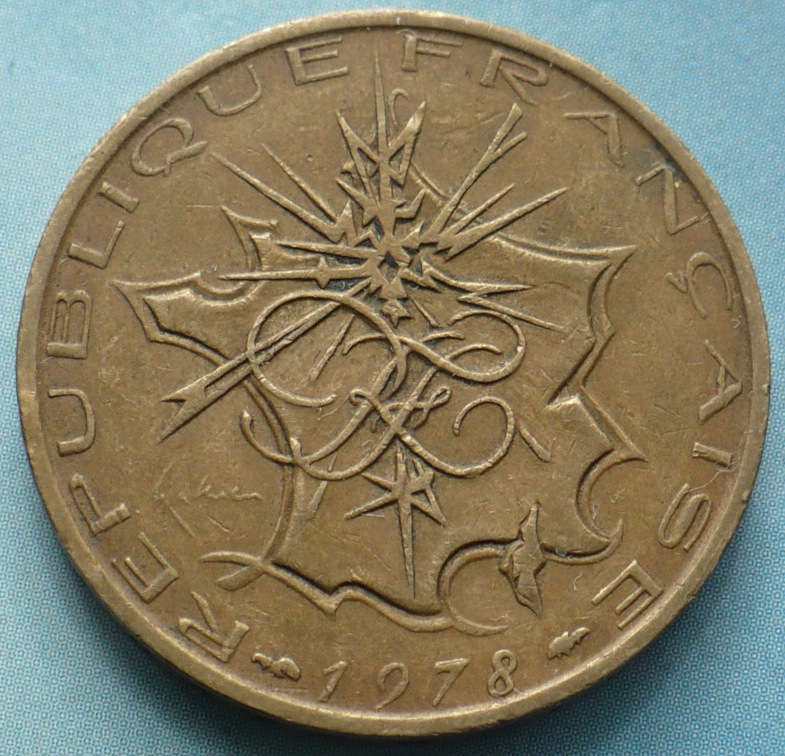
Een muntstuk van 10 Franse frank, ontwerp van Mathieu

- 1974 Nouvelle pièce française de dix francs
- 1975 Conception du premier sigle d'Antenne 2
- 1976 Courtray
- 1978 Matta Salums. Batoumi
- 1979 Période des oeuvres "stellaires": L'Astre du jour. Période des "supersignes": Ibéride
- 1980 Postzegel, Erscheinungsdatum 18. Juni 1940, zum 10. Jahrestag des Generals Charles de Gaulle
- 1980-1982 Monumentale sculptuur voor het sportcomplex van Neuilly (Hauts-de-Seine)
- 1981-1985 A la France, tapisserie des Gobelins
- 1982 Signal pour le C.E.S. de Charenton-le-Pont (Val-de-Marne). Célébration du feu, École Nationale Supérieure de Céramique Industrielle de Limoges (Haute-Vienne). La Délivrance d'Orléans par Jeanne d'Arc.
- 1984 Le Cycle de Saturne (Serie)
- 1985 Trophée, 7 d'Or, pour la télévision. Le Massacre des 269.
- 1988 Le Paradis des orages
- 1989 L'Immortalité ruinée
- 1991 Rumeur de paradis

## Eervolle onderscheidingen
- Chevalier de la Légion d'honneur - Ridder in het erelegioen
- Commandeur dans l'Ordre des Arts et des Lettres
- Lid van de Académie des Beaux-Arts (sinds 1975)
- Officier van de Belgische Kroonorde (1982)